# Motoyoshi Oda
Motoyoshi Oda (en japonés: 小田基義 ) (21 de julio de 1910; Moji, Fukuoka – 21 de octubre de 1973; Tokio) fue un director de cine japonés. 
Un estudiante de inglés que se graduó de la Universidad de Waseda, una de las más prestigiosas de Japón, en 1935, Motoyoshi Oda fue rápidamente aceptado en el programa de directores en PCL de Tokio (Photo Chemical Laboratories, una compañía cinematográfica que luego se incorporó a Toho Studios). Estudió con el director Kajiro Yamamoto, al igual que Akira Kurosawa, Ishirō Honda y Senkichi Taniguchi. Cuando los dos últimos aprendices fueron reclutados en la guerra de Japón en China, Oda vio su carrera acelerarse. Fue ascendido a director en 1940 con Kunya no uta, después de unos pocos años de entrenamiento relativamente escasos. Quizás debido a esta relativa falta de entrenamiento, y ciertamente porque Oda no fue reclutado en el ejército, PCL y Toho mantuvieron a Oda como creador de programadores, imágenes triviales que tuvieron que hacerse para que el producto fluyera a los cines, pero que ofrecía poco tiempo o espacio para logros artísticos. 
Probablemente sus créditos más distinguidos son Dama del infierno (1949, basada en un guion de Kurosawa), Tomei Ningen, un clásico de terror japonés de 1954 inspirado en El hombre invisible, una continuación de su película anterior de 1954 Yurei otoko. La única película que hizo que se mostrara fuera de Japón fue la segunda película de Godzilla, Godzilla Raids Again (1955). Toho insistió en que Oda dirigiera hasta siete películas al año, sabiendo que se puede confiar en que las entregaría a tiempo. A lo largo de toda su carrera, Motoyoshi Oda dirigió cincuenta películas, sin mencionar su trabajo como asistente de dirección y dirección de segunda unidad en Taiheiyo no washi de Ishiro Honda (1953). No hay créditos disponibles para Oda durante los últimos 15 años de su vida, después de 1958. 